# Notanthura maroccana
Notanthura maroccana är en kräftdjursart som först beskrevs av Johann-Wolfgang Wägele och Platvoet 1982.  Notanthura maroccana ingår i släktet Notanthura och familjen Anthuridae. Inga underarter finns listade i Catalogue of Life.